# Creu de terme de la plaça de la Creu
La Creu de terme de la plaça de la Creu és una obra de Vilanova de Meià (Noguera) inclosa a l'Inventari del Patrimoni Arquitectònic de Catalunya. La creu de terme gòtica es troba emplaçada al nord del nucli de Vilanova de Meià, a la plaça de la Creu, en el racó enjardinat d'una placeta prop de l'ajuntament de la vila.

## Descripció
Compta amb un basament circular d'uns 40 centímetres de pedra calcària afectada per líquens i arrodonida per l'erosió. La peça basal del fust està decorada amb motius circulars i geomètrics. El cos del fust és de pedra més groga i d'aparença diferent al bloc de basament. És octogonal i mesura uns 220 centímetres, tot i que en diferents trams ha estat refeta mitjançant ciment modern. El tram immediat al capitell de la creu ha estat refet modernament en uns 40 centímetres. El capitell de la creu, tot i que molt erosionat pel pas del temps, presenta una rica decoració a base de figures humanes esculpides en escenes probablement bíbliques segmentades per teòriques columnes a mode de lesenes (tot i que no es poden observar amb prou cura a causa de l'esmentada mala conservació). Per sobre del capitell hi ha la creu, de ferro forjat, més moderna que el capitell i el basament, amb motius florals (trèvols) a cada punta i a la juntura dels dos eixos. Per altra banda també presenta una ornamentació de quatre espirals a cada lòbul de la creu.

## Història
No se'n coneixen dades històriques, no obstant, el tipus de capitell i la seva ornamentació i temàtica senyalen un origen probablement gòtic. La restauració dels trams i el fust ha de ser recent. La comunicació oral d'un veí ens donà noticia de que la creu no havia estat sempre al mateix lloc i de fet, que aquesta va ser reposada al lloc actual després que es trenqués el fust. Sens dubte, la localització de la creu de terme en una plaça del centre del poble no és el més habitual per aquest tipus d'element. De fet, en una petita absidiola de l'església parroquial de Sant Salvador s'hi troba una altra creu de terme desmuntada per trams.